# Elecciones estatales de Tlaxcala de 2021
Las elecciones estatales de Tlaxcala de 2021 se llevaron a cabo el domingo 6 de junio de 2021, y en ellas se renovaron los titulares de los siguientes cargos de elección popular del estado mexicano de Tlaxcala:
- Gobernador de Tlaxcala: Titular del Poder Ejecutivo del estado, electo para un periodo de seis años, sin derecho a reelección. La candidata electa fue Lorena Cuéllar Cisneros.
- 25 diputados estatales: 15 diputados electos por mayoría relativa y 10 designados mediante representación proporcional para integrar la LXIV Legislatura.
- 60 ayuntamientos: Compuestos por un presidente municipal, un síndico y sus regidores. Electos para un periodo de tres años.

## Organización

### Partidos políticos
En las elecciones estatales tienen derecho a participar quince partidos políticos. Diez son partidos políticos con registro nacional: Partido Acción Nacional (PAN), Partido Revolucionario Institucional (PRI), Partido de la Revolución Democrática (PRD), Partido del Trabajo (PT), Partido Verde Ecologista de México (PVEM), Movimiento Ciudadano (MC), Movimiento Regeneración Nacional (MORENA), Partido Encuentro Solidario (PES), Fuerza por México (FPM) y Redes Sociales Progresistas (RSP). Y cinco son partidos políticos estatales: Partido Socialista, Partido Alianza Ciudadana, Impacto Social Si, Nueva Alianza Tlaxcala y Partido Encuentro Social de Tlaxcala.

### Proceso electoral
La campaña electoral para la gubernatura inicia el 4 de abril de 2021, mientras que las campañas para las diputaciones y alcaldías inician el 4 de mayo. El periodo de campañas concluye el 2 de junio. La votación está programada para celebrarse el 6 de junio de 2021, de las 8 de la mañana a las 6 de la tarde, en simultáneo con las elecciones federales. Se estima que el computo final de resultados se publique el 13 de junio.
Durante la campaña se realizarán dos debates entre los aspirantes a la gubernatura. El primero será el 18 de abril y el segundo el 16 de mayo. Ambos debates podrán realizarse de manera presencial o virtual, de acuerdo a las condiciones de la pandemia de COVID-19 en México.

### Distritos electorales
Para la elección de diputados de mayoría relativa del Congreso del Estado de Tlaxcala, la entidad se divide en 15 distritos electorales.
| Distrito | Cabecera            | Municipios | Mapa |
| -------- | ------------------- | ---------- | ---- |
| 1        | Calpulalpan         | 4          |      |
| 2        | Tlaxco              | 3          |      |
| 3        | Xaloztoc            | 8          |      |
| 4        | Apizaco             | 1          |      |
| 5        | Yauhquemehcan       | 7          |      |
| 6        | Ixtacuixtla         | 3          |      |
| 7        | Tlaxcala            | 1          |      |
| 8        | Contla              | 4          |      |
| 9        | Chiautempan         | 3          |      |
| 10       | Huamantla           | 3          |      |
| 11       | Huamantla           | 4          |      |
| 12       | Teolocholco         | 8          |      |
| 13       | Zacatelco           | 5          |      |
| 14       | Natívitas           | 8          |      |
| 15       | San Pablo del Monte | 2          |      |

## Candidaturas y coaliciones

### Unidos por Tlaxcala
|  | Partido Revolucionario Institucional - Candidato a gobernador - Un diputado. Distrito 2 |
|  | Partido Acción Nacional - Dos diputados. Distrito 7 y 9                                 |
|  | Partido de la Revolución Democrática - Un diputado. Distrito 13                         |
|  | Partido Socialista - Un diputado. Distrito 10                                           |
|  | Partido Alianza Ciudadana - Un diputado. Distrito 14                                    |

El 3 de enero de 2021 el Instituto Tlaxcalteca de Elecciones aprobó la creación de la coalición «Unidos por Tlaxcala», integrada por el Partido Revolucionario Institucional (PRI), el Partido Acción Nacional (PAN), el Partido de la Revolución Democrática (PRD), el Partido Socialista de Tlaxcala y el Partido Alianza Ciudadana. La coalición presentará candidatos comunes para diputados en 6 de los 15 distritos electorales del estado.
El 13 de diciembre de 2020 se registró Anabell Ávalos Zempoalteca, presidente municipal de Tlaxcala de Xicohténcatl, como única aspirante a la candidatura del Partido Revolucionario Institucional para la gubernatura. El 12 de enero, la dirigencia del PRD nominó a Anabell Ávalos como la aspirante de su partido para la candidatura de la coalición. Mientras que el Partido Acción Nacional postuló a la senadora Minerva Hernández Ramos el 5 de enero, quien fue la única aspirante en pedir la nominación del PAN.
El 17 de enero la coalición presentó como su candidata a Anabell Ávalos Zempoalteca, la aspirante postulada por el PRI y el PRD.

### Movimiento Ciudadano
La dirigencia estatal del partido Movimiento Ciudadano postuló inicialmente como candidato a gobernador a Jonatan Bretón Galeazzi, secretario de fomento agropecuario durante la gubernatura de Mariano González Zarur. Sin embargo, la dirigencia nacional del partido decidió que la candidatura para la gubernatura de Tlaxcala debía ser entregada a una mujer. La determinación fue cuestionada por la dirigencia estatal porque descartaba la postulación de Bretón Galeazzi, la única persona en pedir la candidatura del partido. En consecuencia, la dirigencia estatal del partido consideró no realizar ninguna postulación para la gubernatura debido a que no contaban con ninguna persona que cumpliera con todos los requisitos exigidos, declarando desierta la convocatoria.
El 26 de febrero de 2021 la dirigencia nacional del partido seleccionó mediante designación directa a la candidata para la gubernatura, postulando a Eréndira Jiménez Montiel, exdiputada del Partido de la Revolución Democrática (PRD).

### Juntos Haremos Historia
|  | Movimiento Regeneración Nacional - Candidato a gobernador - Tres diputados. Distritos 5, 10 y 15 |
|  | Partido del Trabajo - Dos diputados. Distrito 7 y 11                                             |
|  | Partido Verde Ecologista de México - Dos diputados. Distritos 3 y 9                              |
|  | Partido Encuentro Social de Tlaxcala - Dos diputados. Distritos 1 y 4                            |
|  | Nueva Alianza Tlaxcala - Un diputado. Distrito 6                                                 |

El 3 de enero de 2021 el Instituto Tlaxcalteca de Elecciones aprobó la creación de la coalición «Juntos Hacemos Historia», integrada por el partido Movimiento Regeneración Nacional (Morena), el Partido del Trabajo (PT), el Partido Verde Ecologista de México (PVEM), el partido Nueva Alianza Tlaxcala y el Partido Encuentro Social de Tlaxcala. La coalición acordó entregar la postulación para la gubernatura al candidato designado por Morena. Adicionalmente se presentará en conjunto para la elección de 10 de los 15 diputados de mayoría relativa del estado.
El 14 de diciembre de 2020, Morena seleccionó como su candidata a la gubernatura a la diputada federal Lorena Cuéllar Cisneros a través de una encuesta entre los militantes y simpatizantes del partido.

### Redes Sociales Progresistas
En diciembre de 2020, el partido Redes Sociales Progresistas (RSP) anunció un acuerdo con el empresario y exmilitante del Partido Acción Nacional, Juan Carlos Sánchez Saga, para postularlo como su candidato a la gubernatura de Tlaxcala. El acuerdo fue cuestionado por los militantes del partido, que buscaban postular a Óscar Vélez Sánchez, presidente municipal de El Carmen Tequexquitla. Y quienes plantearon que impugnarán la decisión ante la dirigencia nacional del partido por considerar que la dirigencia estatal «vendió la candidatura del gobierno estatal al mejor postor».

### Otras candidaturas
El 22 de enero de 2021, la dirigencia del partido Fuerza por México presentó como su candidata a la gubernatura a Viviana Barbosa Bonola, antigua delegada de la Secretaría del Trabajo y Previsión Social en el estado de Tlaxcala. El 22 de marzo el Partido Impacto Social Si registró a Evangelina Paredes Zamora, madre del dirigente del partido, como su candidata para la gubernatura. Al día siguiente, el Partido Encuentro Solidario (PES) presentó como candidata a la empresaria Liliana Becerril Rojas.

## Encuestas para la gubernatura

### Por partido político
| Encuestadora          | Fecha                   |        |        |        | Otro   | Ninguno/No sabe |
| --------------------- | ----------------------- | ------ | ------ | ------ | ------ | --------------- |
| Encuestadora          | Fecha                   |        |        |        | Otro   | Ninguno/No sabe |
| Campaigns & Elections | noviembre de 2019       | 10%    | 11%    | 30%    | 11%    | 38%             |
| Campaigns & Elections | febrero de 2020         | 10%    | 10%    | 39%    | 9%     | 32%             |
| Demoscopia digital    | 2 de mayo de 2020       | 12.30% | 14.80% | 37.30% | 10.12% | 26.10%          |
| Analítica media       | 29 de mayo de 2020      | 9.2%   | 19.1%  | 28.1%  | 8.3%   | 35.3%           |
| Demoscopia digital    | junio de 2020           | 11.84% | 15.60% | 37.90% | 9.85%  | 24.81%          |
| Campaigns & Elections | junio de 2020           | 22%    | 18%    | 46%    | 14%    | —               |
| Massive Caller        | 30 de junio de 2020     | 15.3%  | 8.0%   | 34.7%  | 9.8%   | 32.2%           |
| Demoscopia digital    | 1 y 2 de agosto de 2020 | 14.28% | 12.86% | 36.22% | 8.81%  | 27.83%          |
| Campaigns & Elections | 3 de septiembre de 2020 | 23%    | 21%    | 52%    | 4%     | —               |
| Demoscopia digital    | 4 de octubre de 2020    | 13.76% | 10.12% | 33.65% | 13.63% | 28.84%          |

### Por candidato
| Encuestadora          | Fecha                    | Ávalos | Cuéllar | Sánchez | Otro  | Ninguno/No sabe |
| --------------------- | ------------------------ | ------ | ------- | ------- | ----- | --------------- |
| Encuestadora          | Fecha                    |        |         |         | Otro  | Ninguno/No sabe |
| Demoscopia digital    | 4 de enero de 2021       | 16.8%  | 48.1%   | —       | 6.8%  | 28.3%           |
| Campaigns & Elections | 9 de enero de 2021       | 31%    | 44%     | 3%      | 5%    | 17%             |
| Massive Caller        | 19 de enero de 2021      | 27.2%  | 42.7%   | —       | 7%    | 23.1%           |
| Massive Caller        | 25 de enero de 2021      | 20.1%  | 48.8%   | —       | 9.6%  | 21.5%           |
| Merkest Analytica     | 28 de enero de 2021      | 27.9%  | 43.6%   | 3.5     | 9.7%  | 15.3%           |
| Massive Caller        | 1 de febrero de 2021     | 21.8%  | 44.8%   | —       | 12.4% | 21%             |
| Campaigns & Elections | 1 de febrero de 2021     | 29%    | 40%     | 7%      | 4%    | 20%             |
| Demoscopia digital    | 1 de febrero de 2021     | 17.1%  | 46.2%   | —       | 7.1%  | 29.6%           |
| Heraldo Media Group   | 8 de febrero de 2021     | 18.9%  | 40.0%   | —       | 17.1% | 23.9%           |
| Massive Caller        | 9 de febrero de 2021     | 19.3%  | 42.4%   | 9.0%    | 8.8%  | 20.5%           |
| Campaigns & Elections | 15 de febrero de 2021    | 34%    | 39%     | 7%      | —     | 20%             |
| Massive Caller        | 15 de febrero de 2021    | 16.9%  | 45.7%   | 9.3%    | 7.9%  | 20.2%           |
| Massive Caller        | 22 de febrero de 2021    | 22.3%  | 43%     | 8.2%    | 6.6%  | 19.9%           |
| Demoscopia digital    | 26 de febrero de 2021    | 20.3%  | 45.3%   | —       | 9.2%  | 25.2%           |
| Arias Consultores     | 27 de febrero de 2021    | 30.9%  | 31.9%   | 14.1%   | 2.9%  | 20.3%           |
| Campaigns & Elections | 1 de marzo de 2021       | 29%    | 37%     | 9%      | —     | 24%             |
| Massive Caller        | 1 de marzo de 2021       | 19.4%  | 45.4%   | 7.5%    | 6.1%  | 21.6%           |
| Merkest Analytica     | 2 de marzo de 2021       | 29.2%  | 41.5%   | 5.8     | 9.3%  | 14.2%           |
| Demoscopia digital    | 6 de marzo de 2021       | 23.2%  | 43.4%   | 3.7%    | 7.4%  | 22.3%           |
| Massive Caller        | 8 de marzo de 2021       | 21.2%  | 41.4%   | 9.2%    | 12.3% | 15.9%           |
| Campaigns & Elections | 10 de marzo de 2021      | 32%    | 46%     | 6%      | 2%    | 14%             |
| Arias Consultores     | 11 de marzo de 2021      | 43.5%  | 32.4%   | 5.0%    | 1.7%  | 17.4%           |
| Massive Caller        | 15 de marzo de 2021      | 20.4%  | 42.7%   | 8.3%    | 11.2% | 17.4%           |
| Poligrama             | 17 de marzo del 2021     | 29.7%  | 38.45%  | 11.06%  | 5.61% | 15.18%          |
| Demoscopia digital    | 18 de marzo del 2021     | 22.3%  | 42.8%   | 2.7%    | 8.5%  | 23.7%           |
| Campaigns & Elections | 22 de marzo de 2021      | 36%    | 44%     | 7%      | 1%    | 12%             |
| Massive Caller        | 22 de marzo del 2021     | 27%    | 39.1%   | 8.3%    | 9.8%  | 15.7%           |
| Demoscopia digital    | 28 de marzo del 2021     | 20.2%  | 43.9%   | 2.2%    | 7.6%  | 26.1%           |
| Arias Consultores     | 26 de marzo de 2021      | 39.4%  | 38.2%   | —       | 19.0% | 3.4%            |
| Massive Caller        | 29 de marzo del 2021     | 29.4%  | 41.7%   | 3.6%    | 8.6%  | 16.7%           |
| México Elige          | 30 de marzo de 2021      | 35.2%  | 39.7%   | 10.8%   | 7.2%  | 7.1%            |
| Campaigns & Elections | 30 de marzo de 2021      | 34%    | 42%     | 6%      | 2%    | 16%             |
| Campaigns & Elections | 5 de abril del 2021      | 35%    | 42%     | 4%      | 5%    | 14%             |
| Massive Caller        | 5 de abril del 2021      | 29.8%  | 44%     | 2.8%    | 12%   | 11.4%           |
| Heraldo Media Group   | 5 de abril del 2021      | 29%    | 42.4%   | 5%      | 9.3%  | 14.3%           |
| Demoscopia digital    | 7 de abril de 2021       | 24.7%  | 39.5%   | 5.9%    | 9.1%  | 20.8%           |
| Massive Caller        | 12 de abril del 2021     | 34.9%  | 33.3%   | 7.9%    | 11.6% | 12.3%           |
| Campaigns & Elections | 12 de abril del 2021     | 38%    | 41%     | 2%      | 3%    | 16%             |
| Arias Consultores     | 13 de abril de 2021      | 51.3%  | 24.3%   | —       | 21.0% | 3.3%            |
| Demoscopia Digital    | 17 de abril del 2021     | 28.3%  | 38.1%   | 5.3%    | 8.8%  | 19.5%           |
| Massive Caller        | 19 de abril del 2020     | 32.6%  | 37%     | 8.3%    | 11.6% | 10.5%           |
| Campaigns & Elections | 19 de abril del 2021     | 43%    | 47%     | 2%      | 5%    | 3%              |
| Grupo Impacto         | 18 de abril del 2021     | 27%    | 53%     | 5%      | 10%   | 5%              |
| Mitofsky              | 19 de abril del 2021     | 28.3%  | 44.6%   | 3.4%    | 7.2%  | 16.5&           |
| Massive Caller        | 23 de abril del 2020     | 35.1%  | 39.5%   | 7.2%    | 9.5%  | 8.7%            |
| Massive Caller        | 25 de abril del 2020     | 38.7%  | 34.9%   | 7.1%    | 10.4% | 8.9%            |
| México Elige          | 25 de abril de 2021      | 39.7%  | 38.8%   | 8.2%    | 9.8%  | 3.5%            |
| Campaigns & Elections | 26 de abril del 2021     | 43%    | 44%     | 4%      | 6%    | 3%              |
| Demoscopia Digital    | 27 de abril del 2021     | 31.6%  | 35.2%   | 6.1%    | 9.2%  | 17.9%           |
| Arias Consultores     | 28 de abril de 2021      | 40.6%  | 32.0%   | —       | 17.2% | 10.2%           |
| El Universal          | 30 de abril del 2021     | 30%    | 45%     | 6%      | 3%    | 16%             |
| Massive Caller        | 2 de mayo de 2021        | 38.2%  | 33.3%   | 6.0%    | 10.8% | 11.97           |
| Heraldo Media Group   | 3 de mayo del 2021       | 29.3%  | 42.7%   | 5.1%    | 8.8%  | 14.1%           |
| Campaigns & Elections | 3 de mayo del 2021       | 43%    | 47%     | 2%      | 4%    | 4%              |
| El Financiero         | 4 de mayo del 2021       | 36%    | 44%     | 8%      | 12%   | 0%              |
| Demoscopia digital    | 7 de mayo del 2021       | 31.6%  | 37.7%   | 5.6%    | 9.6%  | 15.5%           |
| Campaigns % Elections | 10 de mayo del 2021      | 46%    | 45%     | 2%      | 4%    | 3%              |
| Massive Caller        | 10 de mayo del 2021      | 36.6%  | 39%     | 5.7%    | 11.4% | 7.3%            |
| Demoscopia digital    | 12 de mayo del 2021      | 32.7%  | 40.9%   | 5.9%    | 10.9% | 9.6%            |
| Poligrama             | 3 al 17 de mayo del 2021 | 38.29% | 42.1%   | 6.71%   | 3.66% | 9.24%           |
| Campaigns & Elections | 17 de mayo del 2021      | 45%    | 47%     | 3%      | 2%    | 3%              |
| Demoscopia Digital    | 17 de mayo del 2021      | 32.7%  | 41.9%   | 4.6%    | 10.3% | 10.5%           |
| Massive Caller        | 17 de mayo del 2021      | 37.2%  | 41.1%   | 3.5%    | 9.7%  | 8.5%            |
| FactoMétrica          | 19 de mayo del 2021      | 34.7%  | 40.4%   | 5.1%    | 14%   | 5.8%            |
| Demoscopia Digital    | 22 de mayo del 2021      | 33.9%  | 42.8%   | 4.7%    | 7%    | 11.6%           |
| Campaigns & Elections | 23 de mayo del 2021      | 40%    | 42%     | 4%      | 7%    | 7%              |
| Demoscopia Digital    | 24 de mayo del 2021      | 35.1%  | 43.3%   | 4.1%    | 6.7%  | 10.8%           |
| Massive Caller        | 24 de mayo del 2021      | 34.6%  | 43.2%   | 5.7%    | 10.3% | 6.2%            |
| FactoMétrica          | 26 de mayo del 2021      | 32.6%  | 41.2%   | 5.7%    | 13.7% | 6.8%            |
| Demoscopia Digital    | 28 de mayo del 2021      | 33.4%  | 45.9%   | 3.4%    | 7.2%  | 10.5%           |
| Heraldo Media Group   | 28 de mayo del 2021      | 34%    | 49.5%   | 7.2%    | 9.3%  | 0%              |
| Demoscopia Digital    | 30 de mayo del 2021      | 33.7%  | 44.8%   | 3.1%    | 10.6% | 7.8%            |
| Campaigns & Elections | 30 de mayo del 2021      | 43%    | 45%     | 3%      | 6%    | 3%              |
| Massive Caller        | 31 de mayo del 2021      | 36.6%  | 41.9%   | 4.9%    | 10.5% | 6.1%            |
| Demoscopia Digital    | 1 de junio del 2021      | 35.6%  | 44.5%   | 3.5%    | 10.3% | 6.1%            |
| Poligrama             | 1 de junio del 2021      | 39.2%  | 42.69%  | 9.34%   | 4.47% | 4.3%            |
| FactoMétrica          | 1 de junio del 2021      | 37.6%  | 41.8%   | 7.1%    | 13.5% | —               |
| PollsMX               | 2 de junio del 2021      | 35.7%  | 43.8%   | 4.4%    | 6.4%  | —               |

## Resultados

### Congreso del Estado
|  | 26.88 % |

|  | 13.72 % |

|  | 9.86 % |

|  | 7.88 % |

|  | 5.36 % |

|  | 5.20 % |

|  | 4.62 % |

|  | 4.13 % |

|  | 4.08 % |

|  | 3.21 % |

|  | 3.11 % |

|  | 2.83 % |

|  | 1.72 % |

|  | 1.33 % |

|  | 1.19 % |

|  | 0.91 % |

|  | 3.86 % |

|  | 100 % |

### Ayuntamientos
| Partido                              | Partido                | Partido                              | Partido                              | Votos | Porcentaje | Ayuntamientos |
| ------------------------------------ | ---------------------- | ------------------------------------ | ------------------------------------ | ----- | ---------- | ------------- |
| Movimiento Regeneración Nacional     |                        | Movimiento Regeneración Nacional     | Movimiento Regeneración Nacional     | —     | —          | 14/60         |
| Partido Revolucionario Institucional |                        | Partido Revolucionario Institucional | Partido Revolucionario Institucional | —     | —          | 9/60          |
| Partido del Trabajo                  |                        | Partido del Trabajo                  | Partido del Trabajo                  | —     | —          | 9/60          |
| Partido de la Revolución Democrática |                        | Partido de la Revolución Democrática | Partido de la Revolución Democrática | —     | —          | 5/60          |
| Partido Acción Nacional              |                        | Partido Acción Nacional              | Partido Acción Nacional              | —     | —          | 3/60          |
| Partido Socialista de Tlaxcala       |                        | Partido Socialista de Tlaxcala       | Partido Socialista de Tlaxcala       | —     | —          | 3/60          |
| Partido Alianza Ciudadana            |                        | Partido Alianza Ciudadana            | Partido Alianza Ciudadana            | —     | —          | 3/60          |
| Nueva Alianza Tlaxcala               |                        | Nueva Alianza Tlaxcala               | Nueva Alianza Tlaxcala               | —     | —          | 3/60          |
| Redes Sociales Progresistas          |                        | Redes Sociales Progresistas          | Redes Sociales Progresistas          | —     | —          | 3/60          |
| Partido Verde Ecologista de México   |                        | Partido Verde Ecologista de México   | Partido Verde Ecologista de México   | —     | —          | 2/60          |
| Partido Encuentro Social de Tlaxcala |                        | Partido Encuentro Social de Tlaxcala | Partido Encuentro Social de Tlaxcala | —     | —          | 2/60          |
| Movimiento Ciudadano                 |                        | Movimiento Ciudadano                 | Movimiento Ciudadano                 | —     | —          | 1/60          |
| Partido Encuentro Solidario          |                        | Partido Encuentro Solidario          | Partido Encuentro Solidario          | —     | —          | 1/60          |
| Candidatos independientes            |                        | Candidatos independientes            | Candidatos independientes            | —     | —          | 1/60          |
| Fuerza por México                    |                        | Fuerza por México                    | Fuerza por México                    | —     | —          | 0/60          |
| Total de votos válidos               | Total de votos válidos | Total de votos válidos               | Total de votos válidos               |       | —          | 60            |

#### Apizaco
|  | 20.55 % |

|  | 15.34 % |

|  | 11.35 % |

|  | 10.6 % |

|  | 8.68 % |

|  | 8.09 % |

|  | 6.41 % |

|  | 6.08 % |

|  | 3.17 % |

|  | 1.53 % |

|  | 1.17 % |

|  | 1.03 % |

|  | 0.42 % |

|  | 0.20 % |

|  | 97.56 % |

|  | 2.44 % |

#### Calpulalpan
|  | 22.40 % |

|  | 14.37 % |

|  | 11.11 % |

|  | 10.3 % |

|  | 9.41 % |

|  | 9.07 % |

|  | 6.80 % |

|  | 4.33 % |

|  | 3.81 % |

|  | 1.58 % |

|  | 1.46 % |

|  | 1.33 % |

|  | 0.83 % |

|  | 0.64 % |

|  | 97.43 % |

|  | 2.57 % |

#### Chiautempan
|  | 31.01 % |

|  | 10.70 % |

|  | 10.16 % |

|  | 9.83 % |

|  | 8.12 % |

|  | 7.71 % |

|  | 4.12 % |

|  | 2.74 % |

|  | 2.60 % |

|  | 2.50 % |

|  | 2.47 % |

|  | 2.45 % |

|  | 1.02 % |

|  | 0.69 % |

|  | 0.47 % |

|  | 96.59 % |

|  | 3.41 % |

#### Huamantla
|  | 26.67 % |

|  | 23.88 % |

|  | 23.39 % |

|  | 4.75 % |

|  | 4.44 % |

|  | 3.38 % |

|  | 2.04 % |

|  | 1.76 % |

|  | 1.45 % |

|  | 0.83 % |

|  | 0.77 % |

|  | 0.31 % |

|  | 96.15 % |

|  | 3.85 % |

#### San Pablo del Monte
|  | 20.28 % |

|  | 16.88 % |

|  | 14.94 % |

|  | 12.70 % |

|  | 10.24 % |

|  | 6.08 % |

|  | 6.02 % |

|  | 3.62 % |

|  | 2.43 % |

|  | 1.68 % |

|  | 1.27 % |

|  | 1.12 % |

|  | 1.04 % |

|  | 1.02 % |

|  | 0.53 % |

|  | 99.86 % |

|  | 0.14 % |

#### Tlaxcala
|  | 33.51 % |

|  | 14.90 % |

|  | 14.14 % |

|  | 14.05 % |

|  | 11.02 % |

|  | 2.67 % |

|  | 1.67 % |

|  | 1.34 % |

|  | 1.28 % |

|  | 1.04 % |

|  | 0.95 % |

|  | 0.91 % |

|  | 0.79 % |

|  | 0.55 % |

|  | 0.63 % |

|  | 0.55 % |

|  | 97.7 % |

|  | 2.3 % |

### Comunidades
| Municipio                       | Comunidad                  | Partido / Coalición | Presidente de comunidad electo |
| ------------------------------- | -------------------------- | ------------------- | ------------------------------ |
| Amaxac de Guerrero              | San Damián Tlacocalpan     |                     |                                |
| Apetatitlán de Antonio Carvajal | Tlatempan                  |                     | Laura Hernández Rugerio        |
| Apetatitlán de Antonio Carvajal | San Matías Tepetomatitlán  |                     | Matías Tizapantzi Lezama       |
| Apetatitlán de Antonio Carvajal | Belén Atzizimitlán         |                     | Margarita López Armas          |
| Apetatitlán de Antonio Carvajal | Tecolotla                  |                     | Adalberto García Ramírez       |
| Apizaco                         | Cerrito de Guadalupe       |                     | Ernesto Ordóñez Papalotzi      |
| Apizaco                         | San Luis Apizaquito        | Independiente       | José Daniel Hernández López    |
| Apizaco                         | Colonia José María Morelos |                     | Leonel Sosa Concha             |
| Apizaco                         | Guadalupe Texcalac         |                     | Virginia Muñoz Hernández       |
| Apizaco                         | Santa María Texcalac       |                     | Virgilio Báez Pérez            |
| Apizaco                         | Santa Anita Huiloac        |                     | Óscar López                    |
| Apizaco                         | San Isidro Apizaquito      |                     | María de Jesús Ramos Flores    |
| Chiautempan                     | Colonia Chalma             |                     | Soylo Antonio Báez Toquiantzi  |
| Chiautempan                     | Santa Cruz Guadalupe       |                     |                                |
| Chiautempan                     | Colonia Reforma            |                     | Sandra Nava Martínez           |
| Chiautempan                     | Colonia Industrial         |                     | Doris Astrit López Cervantes   |
| Chiautempan                     | Colonia El Alto            |                     | Roberto García Sastre          |
| Chiautempan                     | Barrio Texcacoac           |                     | Jonhatan Pérez Montiel         |
| Chiautempan                     | Xaxala                     |                     | María Cristina Pérez Pérez     |
| Tlaxcala de Xicoténcatl         | San Lucas Cuauhtelulpan    |                     | Raúl Pérez Corona              |